# Calolamprodes gorochovi
Calolamprodes gorochovi är en kackerlacksart som beskrevs av Anisyutkin 1999. Calolamprodes gorochovi ingår i släktet Calolamprodes och familjen jättekackerlackor.
Artens utbredningsområde är Vietnam. Inga underarter finns listade.